# Андорно-Мікка
Андорно-Мікка (італ. Andorno Micca, п'єм. Andorn) — муніципалітет в Італії, у регіоні П'ємонт, провінція Б'єлла.
Андорно-Мікка розташоване на відстані близько 550 км на північний захід від Рима, 70 км на північний схід від Турина, 4 км на північ від Б'єлли.
Населення — 3364 особи (2014).

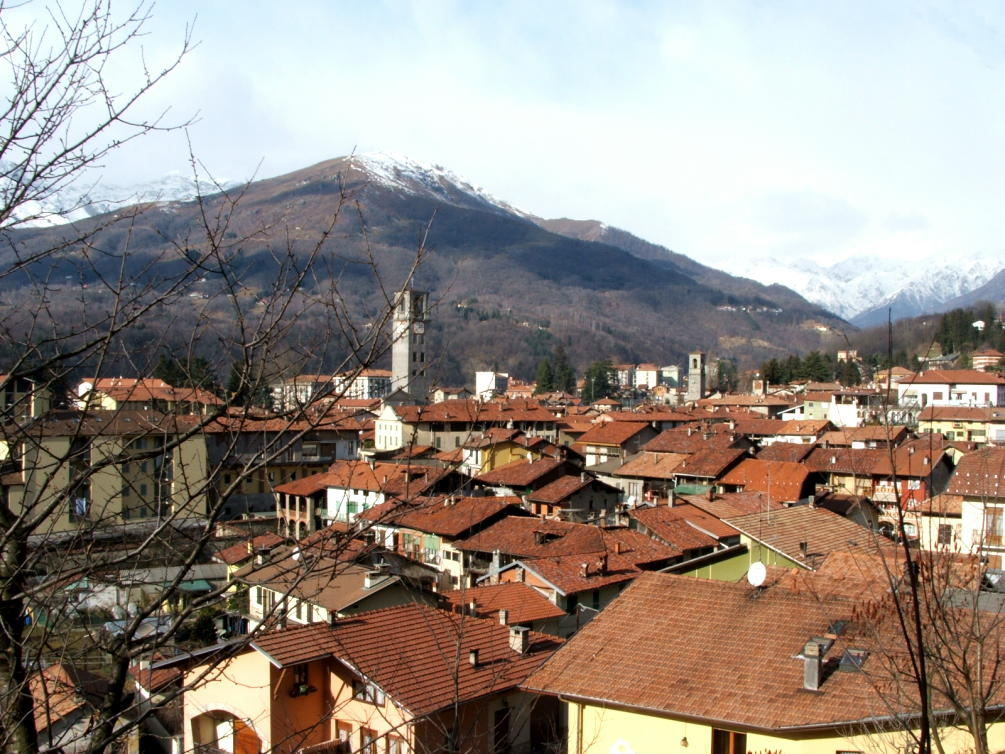

Щорічний фестиваль відбувається 10 серпня. Покровитель — святий мученик Лаврентій.

## Демографія
Населення за роками:

Станом на 1 січня 2023 року в муніципалітеті офіційно проживали 194 іноземці з 20 країн, серед них 62 громадяни країн Євросоюзу та 5 громадян України.

## Сусідні муніципалітети
- Б'єлла
- Каллаб'яна
- Кампілья-Черво
- Фонтенмор
- Габі
- М'яльяно
- Петтіненго
- П'єдікавалло
- Расса
- Розацца
- Сальяно-Мікка
- Сельве-Марконе
- Тавільяно
- Толленьйо